# NGC 1242
NGC 1242 (другие обозначения — MCG -2-9-12, VV 334, ARP 304, PGC 11892) — спиральная галактика с перемычкой (SBc) в созвездии Эридан.
Этот объект входит в число перечисленных в оригинальной редакции «Нового общего каталога».
Галактика NGC 1242 входит в состав группы галактик NGC 1241. Помимо NGC 1242 в группу также входят NGC 1241, NGC 1247, MGC -2-9-6, PGC 11824, MK 1071 и PGC 11937.